# Club Deportivo Estudiantes
El Club Deportivo Estudiantes es un equipo profesional de fútbol de la ciudad ecuatoriana de Cuenca, provincia del Azuay, Ecuador. Actualmente juega en la Segunda Categoría de Ecuador, aunque en la actualidad debido a problemas institucionales no ha participado desde el año 2023 en este campeonato.
Está afiliado a la Asociación de Fútbol Profesional del Azuay.

## Jugadores

### Plantilla 2022
- Última actualización: 11 de abril de 2022.